# Hapsifera scabrata
Hapsifera scabrata är en fjärilsart som beskrevs av Edward Meyrick 1916. Hapsifera scabrata ingår i släktet Hapsifera och familjen äkta malar. Inga underarter finns listade i Catalogue of Life.